# Conjunt de cases obreres de Cal Maurí
Les cases obreres de Cal Maurí –o, erròniament, de Cal Mauri– són un conjunt d'edificis del centre de Terrassa (Vallès Occidental), protegits com a bé cultural d'interès local.

## Descripció
Es tracta d'un conjunt unitari de cases unifamiliars entre mitgeres, situades en dos grups perpendiculars, als carrers del Passeig i de Sant Cristòfol. Bastides en petites parcel·les de planta rectangular, consten de planta i pis, i tenen la coberta de teula d'un sol vessant, comuna a cadascun dels dos grups.
Les façanes, idèntiques, mostren una composició molt senzilla, amb porta d'accés a la planta baixa d'arc rebaixat a la banda esquerra, i una finestra allindada a la dreta. Al pis hi ha un balcó damunt del portal, amb barana de ferro senzilla, i una finestra al costat dret.

## Història
El conjunt, conegut també com les Cases d'en Maurí o les Cases Galí, vídua de Maurí, va ser bastit pel mestre d'obres Jacint Matalonga. L'any 1859 es va concedir la llicència d'obres per aixecar aquests habitatges seriats, la construcció dels quals es va perllongar fins al 1873.

### Els Maurí
Aquests rengles de cases barates es van aixecar per allotjar-hi els obrers de les fàbriques dels Maurí, família de terratinents que va donar nom al barri de la Maurina, on hi tenien la casa pairal originària, Can Marsans. La família va donar dos alcaldes a la ciutat: Pau Maurí i Dolcet (1803) i Josep Oriol Maurí i Suris (1815-1817, 1824 i 1841); aquest darrer va construir la seva residència al número 7 del Passeig. La Casa Maurí, actualment desapareguda, es va edificar el 1818 i amb el pas del temps es va anar ampliant i renovant fins a esdevenir una mansió senyorial de tres plantes. Tota la part situada entre el Passeig pròpiament dit (l'actual passeig del Comte d'Ègara) i els carrers del Passeig i de Sant Cristòfol era propietat de la família, i és en aquests terrenys on es van construir les cases obreres.

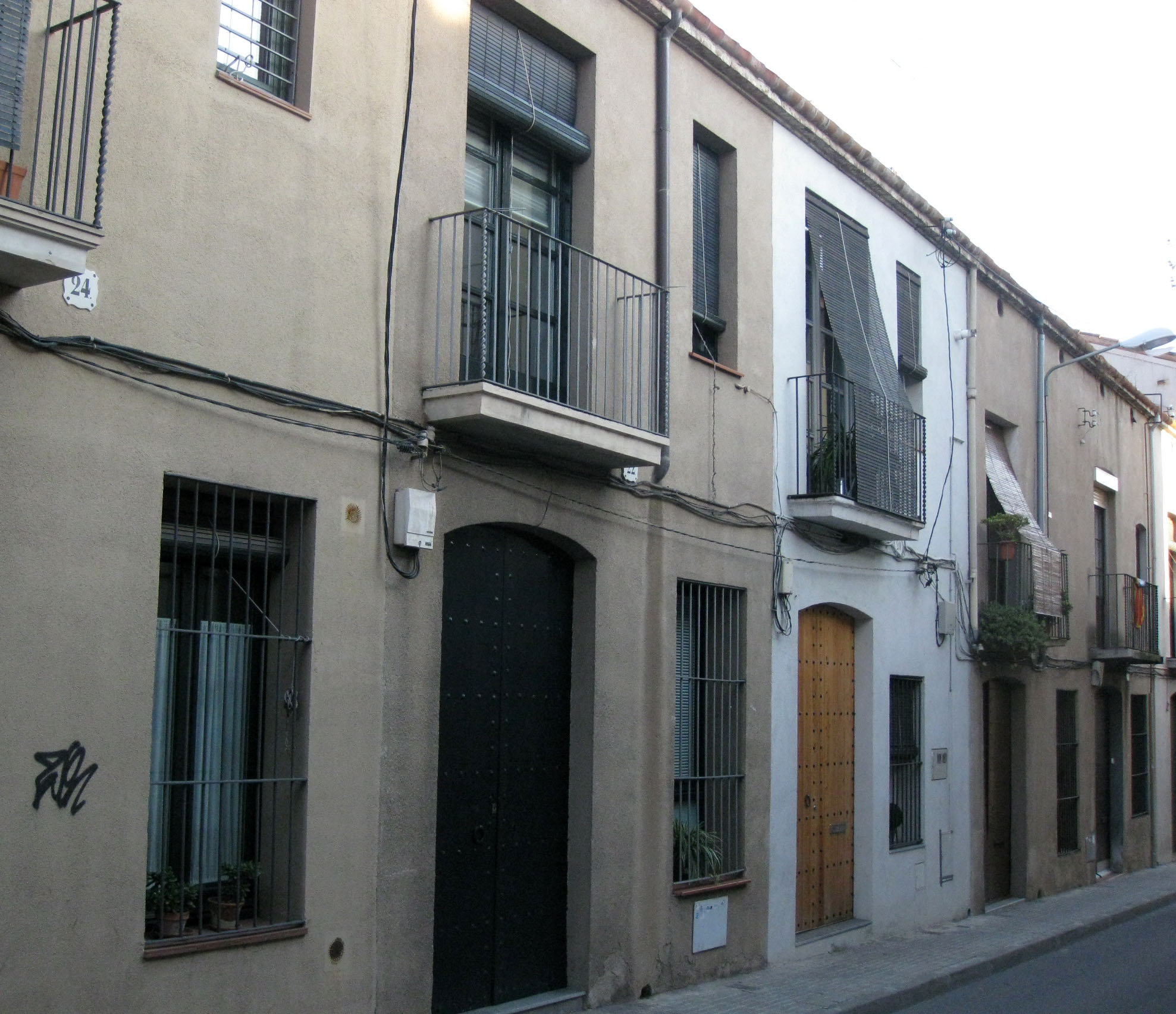
Les cases de Cal Maurí del carrer del Passeig

Els Maurí, d'altra banda, van comprar el castell de Vallparadís el 1852 als Sentmenat, i el 1947 Josep Oriol Maurí i Poal el va cedir a l'Ajuntament. El 1857, un altre membre de la família, Josep Oriol Maurí i Puig, va promoure la construcció del Vapor Gran, en el seu temps el complex fabril més important de la ciutat.